# NGC 1512
NGC 1512 är en spiralgalax på 38 miljoner ljusårs avstånd i stjärnbilden Pendeluret. Galaxen uppvisar en dubbel ringstruktur, med en (kärn-)ring runt galaxkärnan och en (inre) ring längre ut i huvudskivan. Galaxen är värd för en utsträckt UV-skiva med minst 200 stjärnhopar med nyligen genomförd stjärnbildningsaktivitet. NGC 1512 ingår i Doradogruppen.

## Gravitationsväxelverkan med NGC 1510
Gravitationstidvattenkrafterna från NGC 1512 påverkar den närliggande linsformade dvärggalaxen NGC 1510. De två galaxerna är separerade med endast ca 5 bågminuter (13,8 kpc), och genomför en långvarig sammanslagning som har pågått i 400 miljoner år. I slutet av denna process kommer NGC 1512 att ha kannibaliserat dess mindre följeslagare.
Interaktion mellan dessa två galaxer har utlöst stjärnbildningsaktivitet i utkanten av skivan och förstärkt tidvattenförvrängningen i armarna på NGC 1512. Interaktionen verkar inträffa i de nordvästra delarna av systemet på grund av breddningen av H i-armen och spridningen av de UV-rika stjärnhoparna i denna region.

## Galleri

NGC 1512 och dess följeslagare dvärggalaxen NGC 1510.[5]
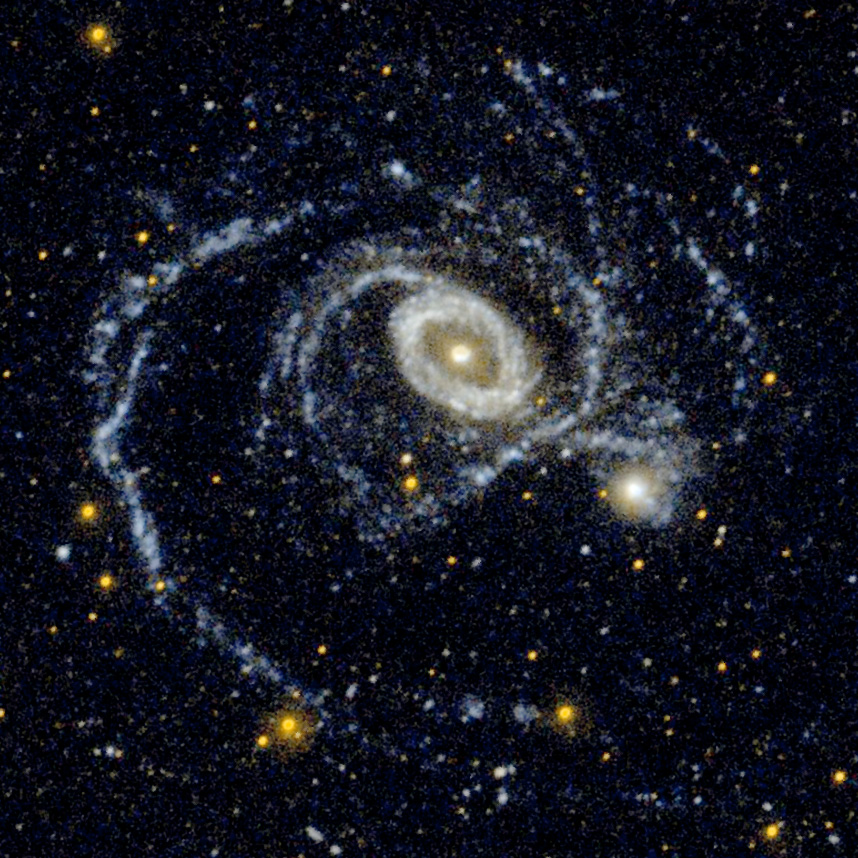
En ultraviolett bild av NGC 1510 och NGC 1512 tagen med GALEX. Bilden visar att NGC 1512 har spiralarmar som sträcker sig långt bortom dess optiska skiva. Bildkälla: GALEX/ NASA / JPL - Caltech.
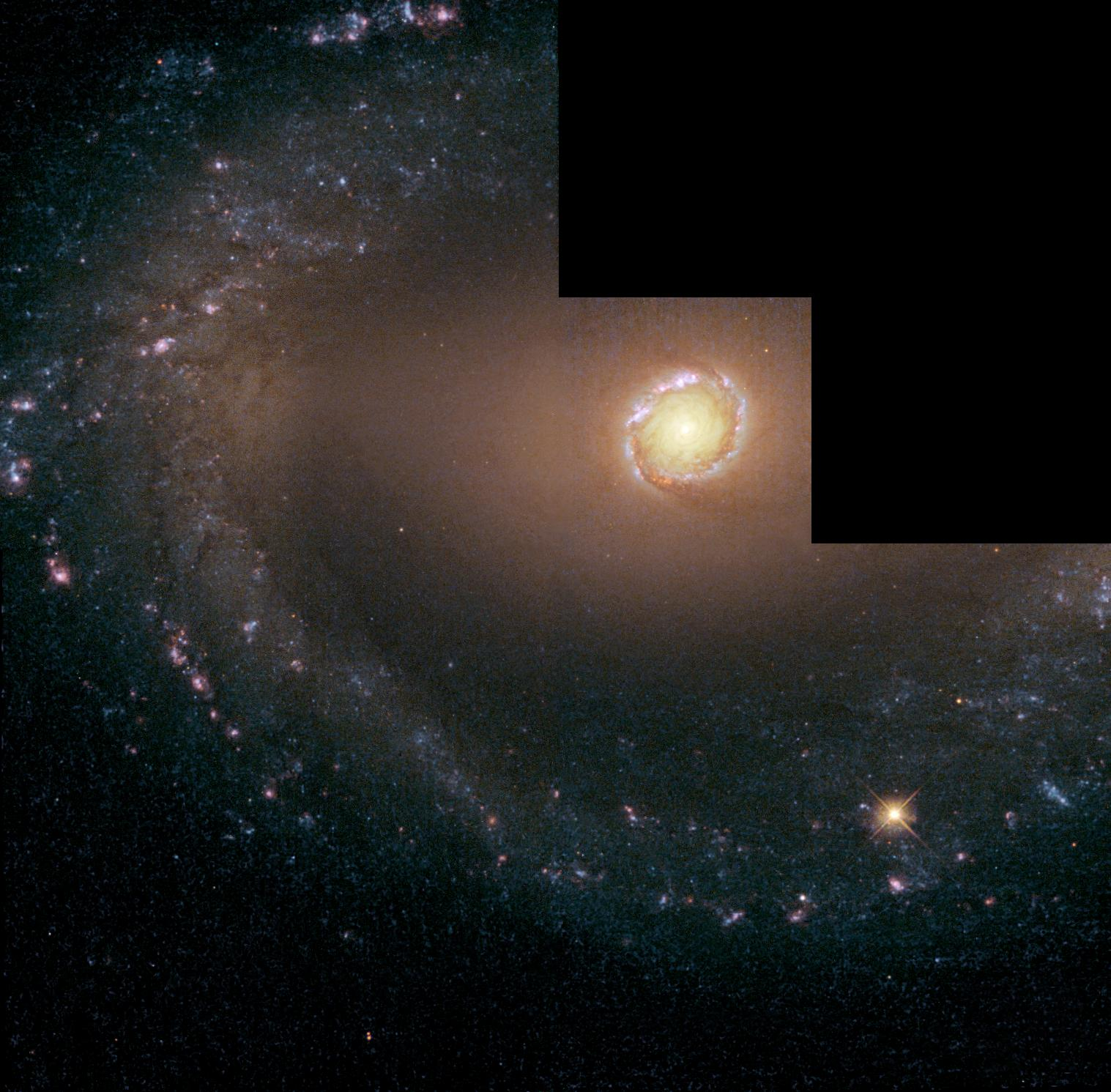
Galaxen sedd med Hubbleteleskopet.
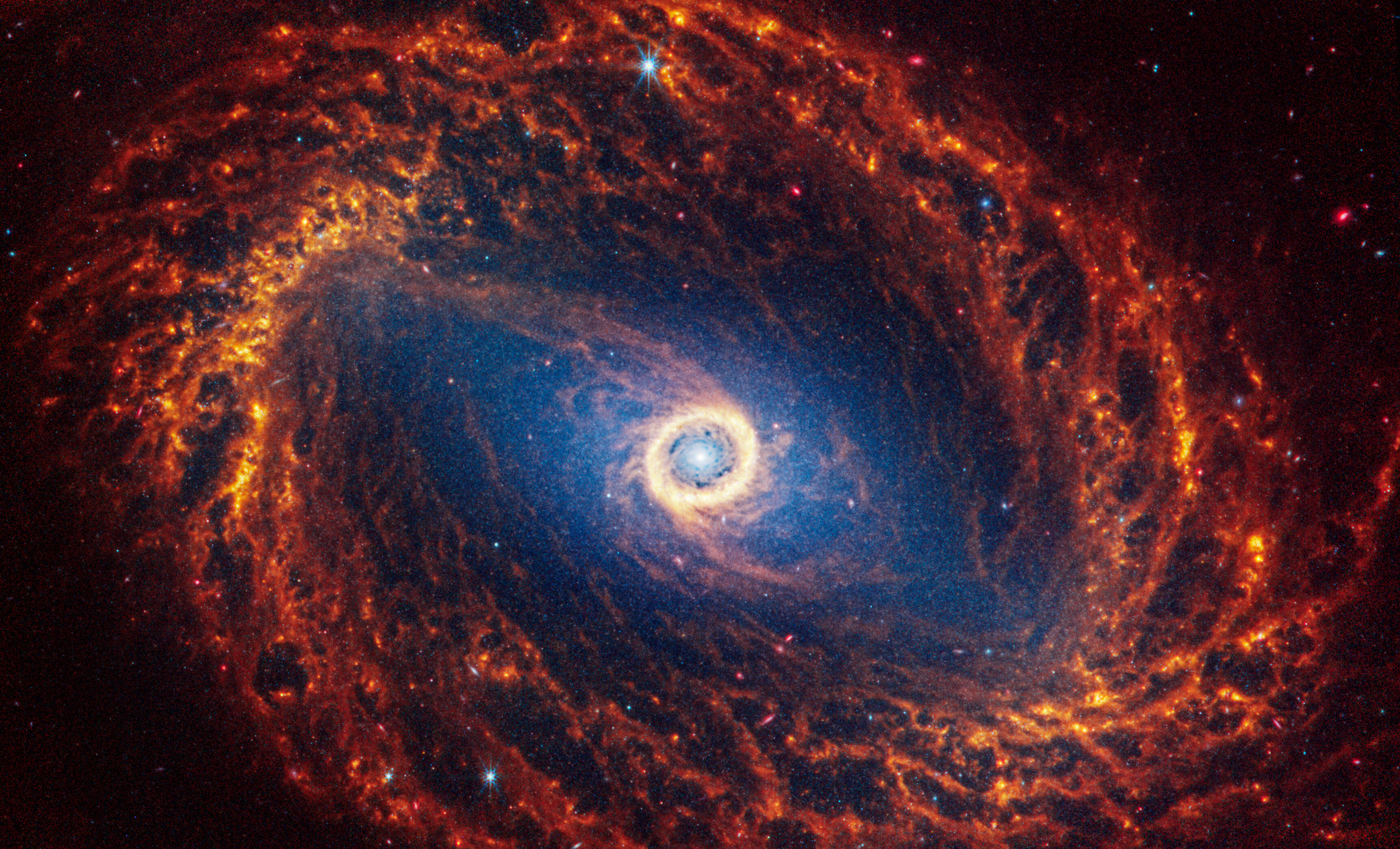
NGC 1512 sedd med James Webb-teleskopet.
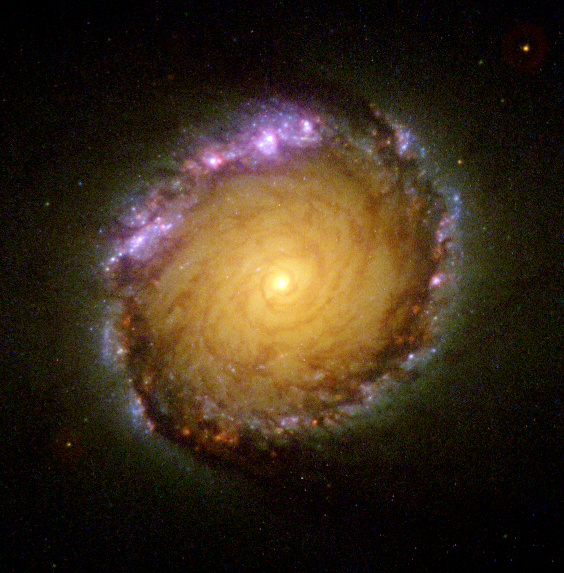
Kärnringen i NGC 1512 avbildad med Hubbleteleskopet (HST).Foto: HST/ NASA / ESA.